# Кагал Максим Володимирович
Максим Володимирович Кагал (5 липня 1991, м. Кременчук — 25 березня 2022, м. Маріуполь) — український спортсмен-кікбоксер, український військовослужбовець, старший лейтенант Національної гвардії України, учасник російсько-української війни, який загинув під час російського вторгнення в Україну 2022 року, Герой України (2022, посмертно). Переможець і бронзовий призер першості світу з кікбоксингу за версією ISKA 2014. Срібний призер відкритого чемпіонату Кременчука з регбі-7. Бронзовий призер у розділі К-1 (вагова категорія до 60 кг).

## Життєпис
Народився 5 липня 1991 року у м. Кременчуці на Полтавщині.
Станом на 2014 рік навчався на 5-му курсі Інституту механіки і транспорту Кременчуцького національного університету імені Михайла Остроградського.
Учасник Революція гідності. Брав участь у різноманітних патріотичних акціях, перейшов на спілкування українською мовою. Дедалі частіше казав тренеру, що планує захищати Україну зі зброєю у руках.
Проходив службу у загоні Окремому загоні спеціального призначення НГУ «Азов» (позивний — «Пістон»).
В 2015 році брав участь у жорстоких боях за с. Широкине, а коли це дозволяли обставини — поєднував службу зі спортом.
З 24 лютого 2022 року, тобто з початку російське вторгнення в Україну, командир взводу старший лейтенант Максим Кагал, разом з побратимами, боронив м. Маріуполь. Його завданням було стримувати просування російських окупантів. Зокрема, 5 березня 2022 року, Максим очолив зведений підрозділ, який зумів ущент розбити ворожу БТГ і змусив рашистів ганебно тікати. Це при тому, що ворогів було вп'ятеро більше. Противник накривав українських захисників щільним артилерійським вогнем із суші та моря, але українським захисникам вдалося знищити щонайменше 2 танки, 4 бронетранспортери, 2 самохідні артилерійські установки та близько роти піхоти.
Згодом Максим очолив групу «азовців», яка знищила командний пункт загарбників у одній із маріупольських п'ятиповерхівок. Під час «зачистки» Максим йшов попереду, надихаючи підлеглих своїм прикладом, особисто знищував рашистів вогнем та гранатами, а одного із них захопив у полон. Вороги виявилися спецпризначенцями путінської військової розвідки.
У бою двох «азовців» було тяжко поранено, і вони не могли пересуватись, проте Максим швидко надав їм першу медичну допомогу та організував евакуацію.
Загинув 25 березня 2022 року в результаті розриву ворожої авіабомби під час штурму ворогом наших позицій на околиці м. Маріуполя.
Похований 16 січня 2023 року в рідному місті Кременчуці на Алеї Героїв Свіштовського кладовища.

## Спортивна кар'єра
З дитинства захоплювався спортом, уболівав за місцеву футбольну команду «Кремінь», грав у регбі. Срібний призер відкритого чемпіонату м. Кременчука з регбі-7. Та найбільше його полонили єдиноборства — кікбоксинг і тайський бокс муай-тай.
В клубі «Гермес» (м. Кременчук) почав демонструвати неймовірні результати. Посів перше місце у міських змаганнях з кікбоксингу у ваговій категорії до 60-ти кілограмів, після чого здобув золото на чемпіонаті області. Був включений до збірної України та у 2014 році відбув на Чемпіонат світу з кікбоксингу за версією ISKA 2014 до Іспанії, який проводився у м. Коста-Браві. В ході чемпіонату світу пережив вкрай важкі двобої та у першому розділі лоу-кік «Круговий удар» — посів І місце. Перед фінальним поєдинком, вже у розділі К-1 «Японський кікбоксинг», Максим травмував ноги, і вони настільки набрякли, що він просто не міг взутись. Тому на ринг вийшов у звичайних шльопанцях, але зумів здобути бронзову медаль. Після цих перемог, вже в Україні, почав займались, як професійними, так і аматорськими боями.
Захоплювався бігом на довгі дистанції, залюбки брав участь у марафонських забігах, зокрема, тих, що організовувала спільнота «Steel Runners» у його рідному місті Кременчуці. Два роки тому виграв турнір з боксу, присвячений пам'яті побратимів, полеглих під час Павлополь-Широкинської операції.

## Нагороди
- звання «Герой України» з врученням ордена «Золота Зірка» (2022, посмертно) — за особисту мужність і героїзм, виявлені у захисті державного суверенітету та територіальної цілісності України, вірність військовій присязі[9].
- Нагрудний знак «За оборону міста Маріуполя».
- Нагрудний знак «За доблесну службу» НГУ.
- Медаль за незалежність України 3-го ступеня.
- Відзнака Президента України «За участь в АТО».
- Орден Юрія Переможця.

## Вшанування пам'яті
На честь Максима у місті Кременчук названо вулицю.

## Участь і здобутки
- Чемпіон світу та бронзовий призер чемпіонату світу з кікбоксингу за версією ISKA 2014.
- Срібний призер відкритого чемпіонату міста Кременчука з регбі-7.
- Бронзовий призер у розділі К-1 (вагова категорія до 60 кг).